# Lola Young (baronne Young de Hornsey)
Pour les articles homonymes, voir Lola Young (homonymie).
Pour les articles homonymes, voir Young.
Margaret Omolola Young, née le 1er juin 1951 à Kensington (Grand Londres), est une actrice britannique, auteur, pair Crossbencher, et chancelière de l'université de Nottingham. 

## Biographie
Née à Kensington,  Lola Young fait ses études à la Parliament Hill School for Girls de Londres et est ensuite allée au New College of Speech and Drama, où elle reçoit un diplôme en art dramatique en 1975 et un certificat d'enseignement un an plus tard. En 1988, elle est diplômée de Middlesex Polytechnic avec un baccalauréat ès arts en études culturelles contemporaines. 
Young travaille comme actrice professionnelle de 1976 à 1984 et présente un certain nombre de programmes de la BBC destinés aux jeunes enfants tels que Play School et, sur Radio 4, Listening Corner et Playtime. Elle a été travailleuse sociale résidentielle dans le Borough londonien d'Islington de 1971 à 1973. Son rôle le plus important en tant qu'actrice est dans la sitcom pour enfants Metal Mickey qui s'est déroulée de 1980 à 1983. En 1985, elle devient codirectrice et responsable de la formation et du développement au Haringey Arts Council, poste qu'elle occupe jusqu'en 1989. 
De 1990 à 1992, elle est chargée de cours en Sociologie des médias à la Polytechnic of West London puis maître de conférences, professeur d'études culturelles et finalement professeur émérite à l'université du Middlesex. En 1995, elle publie Fear of the Dark: Race, Gender and Sexuality in Cinema. 
Young devient directrice de projet des Archives et du Musée du patrimoine noir en 1997, elle est commissaire à la Commission royale d'enquête sur les manuscrits historiques dans les années 2000 et 2001, et présidente de la Nitro Theatre Company en 2004. 
Young est nommée Officier de l'ordre de l'Empire britannique (OBE) dans les honneurs du Nouvel An 2001 pour ses services à l'histoire des Noirs britanniques. De 2001 à 2004, elle est responsable de la culture à l'Autorité du Grand Londres, après quoi elle est créée pair à vie le 22 juin 2004 en prenant le titre de baronne Young of Hornsey dans le Borough londonien de Haringey. 
Elle est membre du Comité des plaques bleues de English Heritage, du conseil d'administration du Royal National Theatre, du Southbank Centre et du conseil des gouverneurs de l'université du Middlesex, présidente du Comité sur la diversité culturelle du Conseil des arts, membre du conseil d'administration de Resource, du Conseil des musées, des archives et des bibliothèques, et commissaire à la Commission royale d'enquête sur les manuscrits historiques. Elle a également présidé le jury du Women's Prize for Fiction. En 2017, Lady Young préside le jury du Booker Prize. 
Elle s'intéresse activement aux questions éthiques dans le commerce international, en particulier l'industrie du vêtement est administrateur de la Fondation Aid by Trade et associé honoraire de la National Secular Society. 
En 2013, elle est signataire d'une campagne pour que les femmes puissent hériter de titres nobles. En 2019, elle reçoit un doctorat en droit honoris causa de l'université de Nottingham. 
Elle est coprésidente, avec Sir David Bell, de la Foundation for Future London. 